# Oldsmobile Firenza
Der Oldsmobile Firenza war ein von Anfang 1982 bis Sommer 1988 gebautes Fahrzeug der unteren Mittelklasse des amerikanischen Autoherstellers Oldsmobile. 
Die Bezeichnung Firenza war zuvor bereits für eine Sportausführung des Oldsmobile Starfire verwendet worden.
Bis auf Details an Karosserie und Interieur war der frontgetriebene Firenza mit seinen GM-Schwestermodellen Chevrolet Cavalier, Cadillac Cimarron, Buick Skyhawk und Pontiac J2000 identisch; eine enge Verwandtschaft bestand zudem mit dem Opel Ascona C. Die gesamte Modellfamilie hörte konzernintern auf die Bezeichnung „J-Car“ (GM-J-Plattform). 

## Modellgeschichte
Die Einführung des Firenza erfolgte im März 1982, anfangs nur als Stufenhecklimousine und Fließheckcoupé mit 1,8-Liter-Vierzylinder und 65 kW (89 PS) oder auf Wunsch mit einem Zweiliter-Vierzylinder und 67 kW (91 PS). Die Ausstattungsstufen sind die Basis und SX (Coupé) bzw. LX (Limousine). Modernistisch war die glatte Frontpartie ohne Kühlergrill (stattdessen versorgten Lufteinlässe in der Frontschürze den Motor mit Luft), traditionell hingegen die Heckleuchten in der für Oldsmobile typischen Rechteckform. 
Anfang 1983 startete der Verkauf des fünftürigen Kombi (Cruiser) in Basis- und LX-Ausstattung. Neues Basistriebwerk ist ein Zweiliter-Vierzylinder von Chevrolet mit Saugrohreinspritzung und 64 kW (87 PS). Optional gibt es einen in Brasilien gebauten 1,8-Liter-Einspritzer-Motor mit 62,5 kW (85 PS). 
Ende 1983 wird die Frontpartie überarbeitet. Das Basiscoupé war auf Wunsch mit GT-Paket erhältlich und die LX-Limousine auch mit ES-Paket und sportlicherer Optik. Der Zweiliter leistet jetzt 65 kW (89 PS), der kleinere Motor 61 kW (83 PS). 
Im Herbst 1984 wird die Heckpartie geändert. Auf Wunsch gab es alle Modelle (im GT-Paket serienmäßig) auch mit 2,8-Liter-V6 von Chevrolet, der 97 kW (132 PS) leistete. 
Ab Ende 1985 kam der 1,8-Liter wieder auf 62,5 kW (85 PS). Außerdem entfiel das Fließheck-Coupé als SX zugunsten eines Stufenheck-Coupés mit Basis- oder LC-Ausstattung. Der Kombi war von da an nur noch in einer Ausstattungsversion lieferbar. 
Weitere Detailänderungen wie mattschwarz eloxierte Zierteile am Basismodell (Option für alle Modelle außer Kombi) und ein FE3-Sportfahrwerk erfolgten Ende 1986. Den Zweiliter gab es jetzt mit 67 oder 75 kW (91 oder 103 PS), wobei der kleinere Vierzylinder gestrichen wurde. 
Im Herbst 1987 wurde die Frontpartie erneut geändert und besaß nun große Rechteckscheinwerfer; zuvor waren aufgrund der Zulassungsbestimmungen nur kleine Doppel-Rechteckeinheiten möglich gewesen. Das Modellprogramm wird gestrafft mit nur noch einem Basismodell als Stufenheckcoupé und -Limousine und als Kombi. Der Zweiliter verfügte nun über 67 oder 71 kW (91 oder 97 PS), wobei der 2,8-l-Sechszylinder aus dem Programm genommen wurde. 
Die Produktion des Firenza wird im Sommer 1988 ohne direkten Nachfolger eingestellt. Oldsmobile fertigte insgesamt 287.000 Exemplare des Fahrzeuges. 

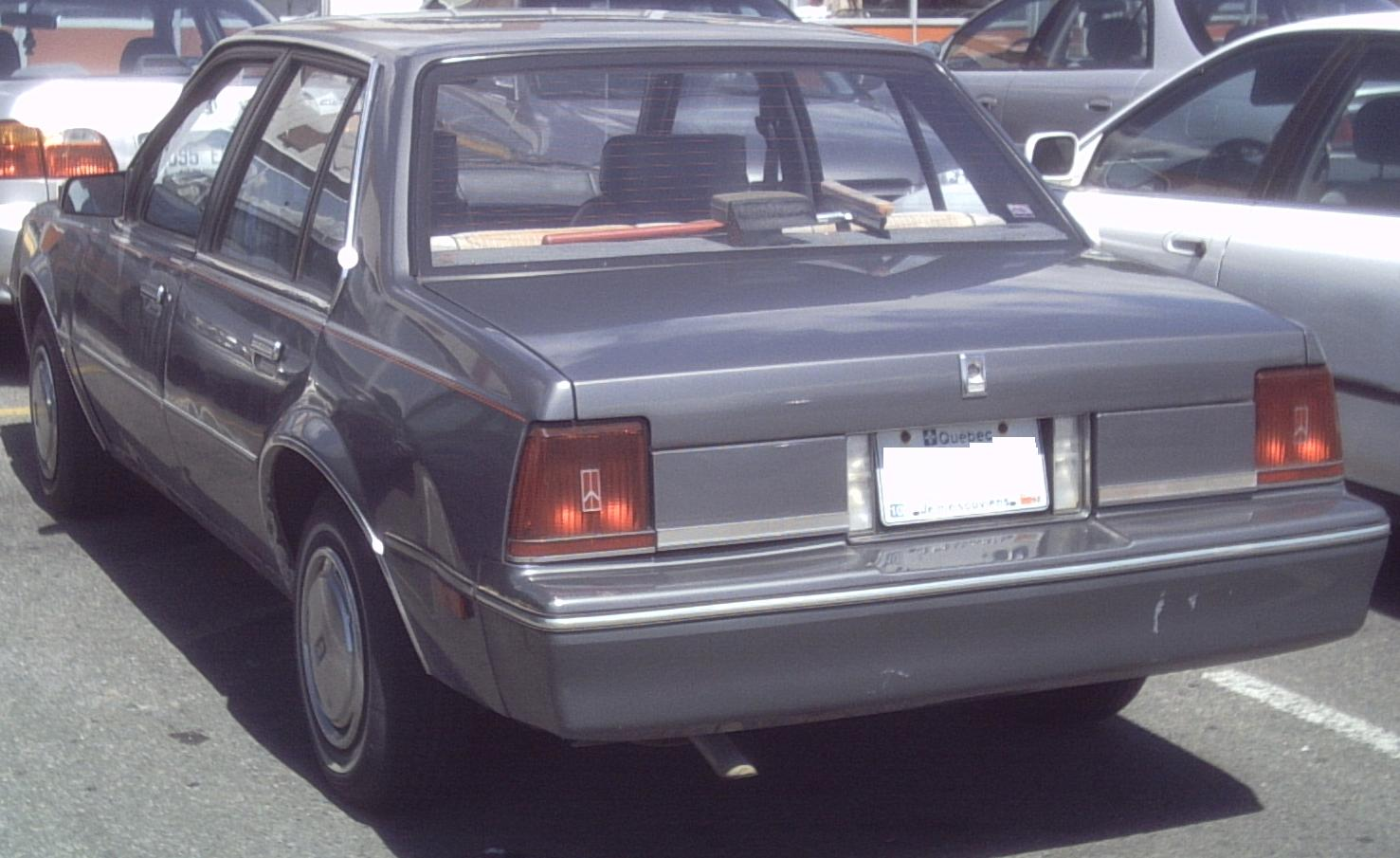
Oldsmobile Firenza Sedan (1984)
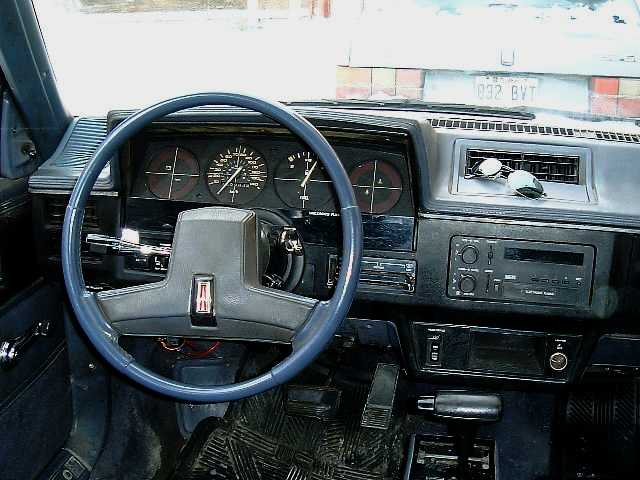
Armaturenbrett
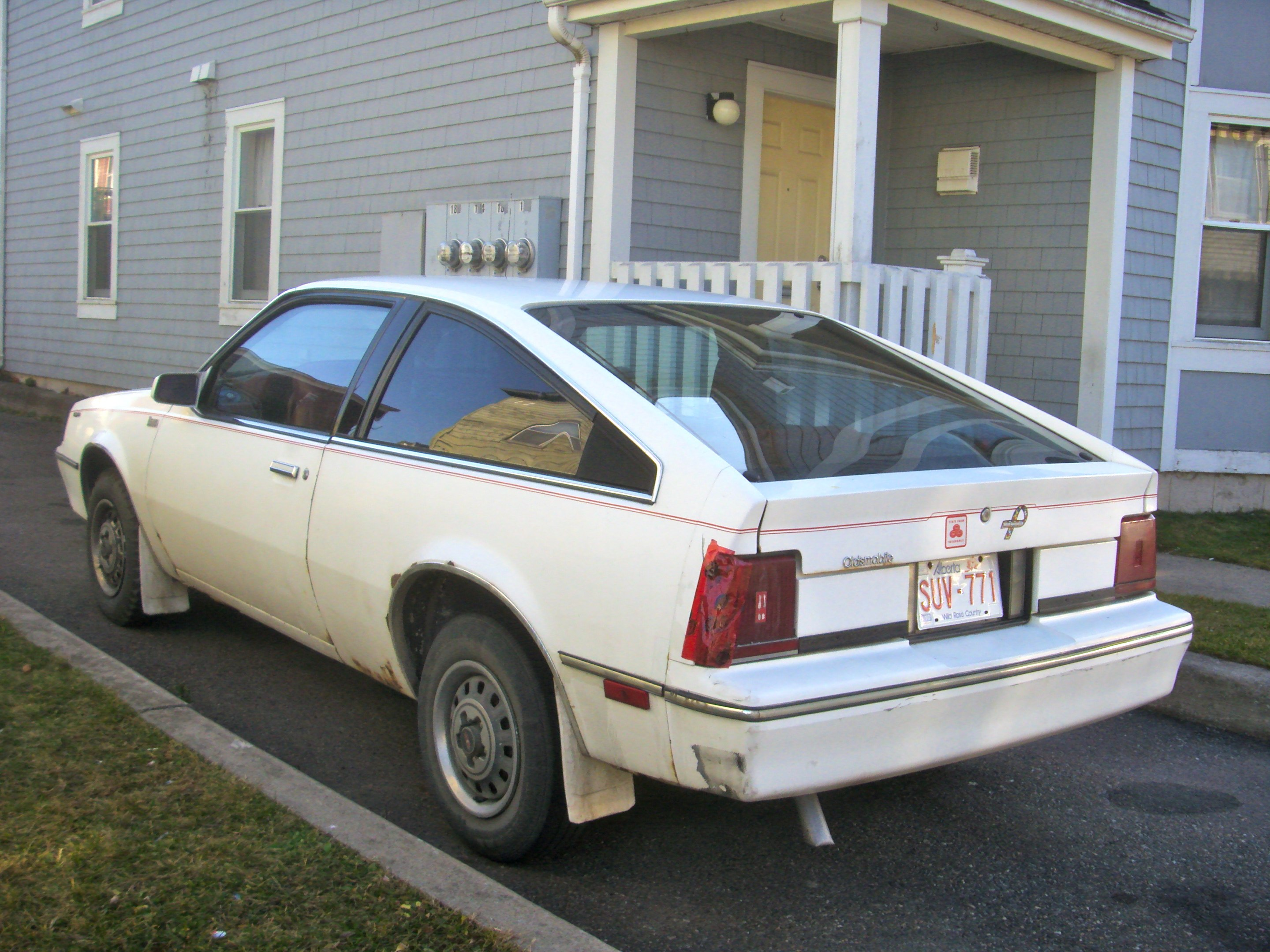
Fließheckcoupé
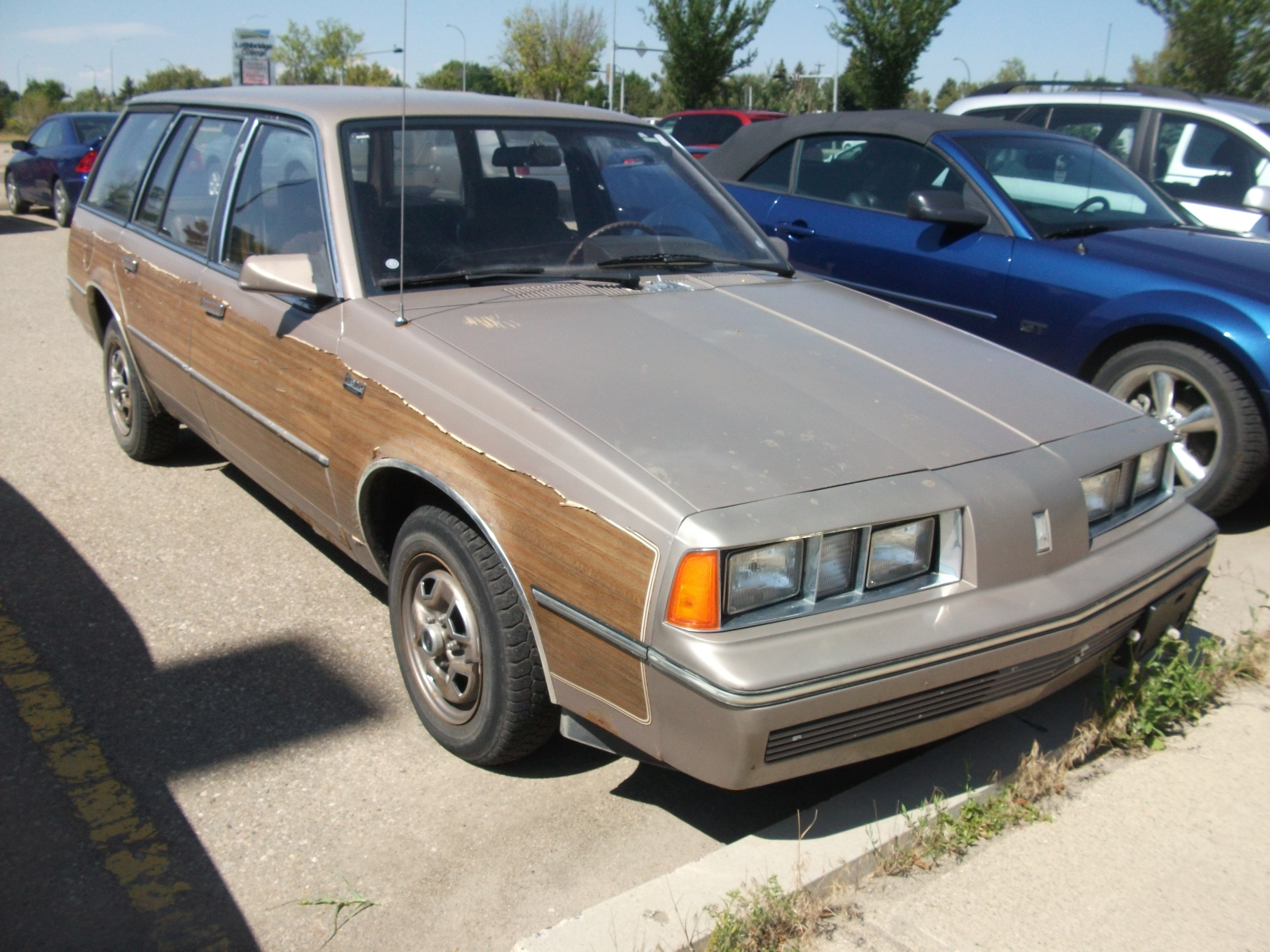
Firenza Cruiser
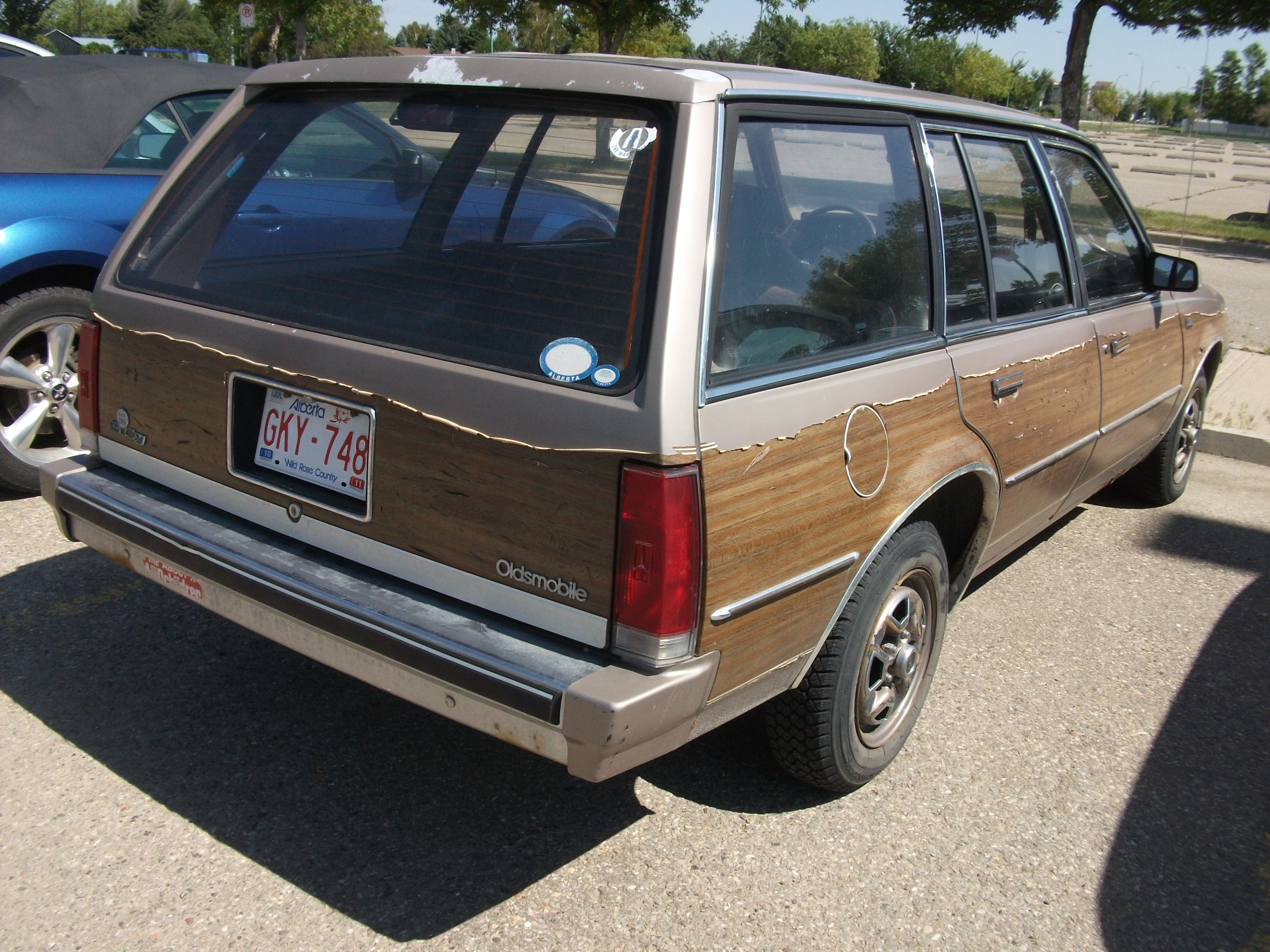
Heckansicht
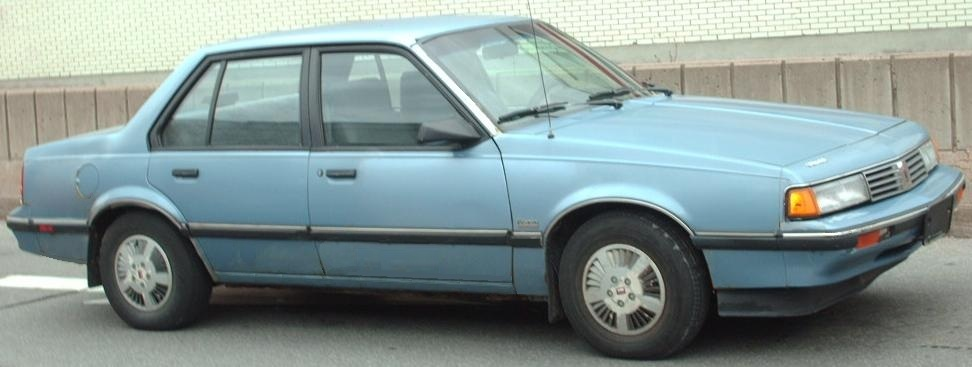
Oldsmobile Firenza Sedan (1988)